# Dzienniki (Stefan Żeromski)
Dzienniki – dziennik Stefana Żeromskiego wydany w latach 1953–1956 w Warszawie przez Spółdzielnię Wydawniczą „Czytelnik”.
Pisarz zaczął je pisać w 1882 roku, w wieku osiemnastu lat. Prowadził je do 1891 roku. Nie planował przeznaczać ich do druku. Zostały one opublikowane po śmierci autora w latach 1953–1956 stając się wydarzeniem literackim.
Uważane przez wielu krytyków (m.in. Kazimierz Wyka) za utwór ujawniający największe i najpiękniejsze strony jego pisarstwa.
Utwór stanowi źródło wiadomości o życiu pisarza, jego pierwszych krokach w tym zawodzie oraz obyczajowości w ziemiańskich i szlacheckich dworach, gdzie Żeromski pracował jako korepetytor.